# Brusník
Brusník este o comună slovacă, aflată în districtul Veľký Krtíš din regiunea Banská Bystrica. Localitatea se află la altitudinea de 235 m deasupra n.m., se întinde pe o suprafață de 7,76 km2 și în 2017 număra 120 de locuitori.

## Istoric
Localitatea Brusník este atestată documentar din 1327.

## Demografie
| An:                | 1994 | 2004    | 2014    | 2024    |
| ------------------ | ---- | ------- | ------- | ------- |
| Număr de persoane: | 99   | 89      | 119     | 107     |
| Diferență:         |      | −10,10% | +33,70% | −10,08% |

| An:                | 2023 | 2024   |
| ------------------ | ---- | ------ |
| Număr de persoane: | 112  | 107    |
| Diferență:         |      | −4,46% |